# Höhensiedlung am Wartenstein

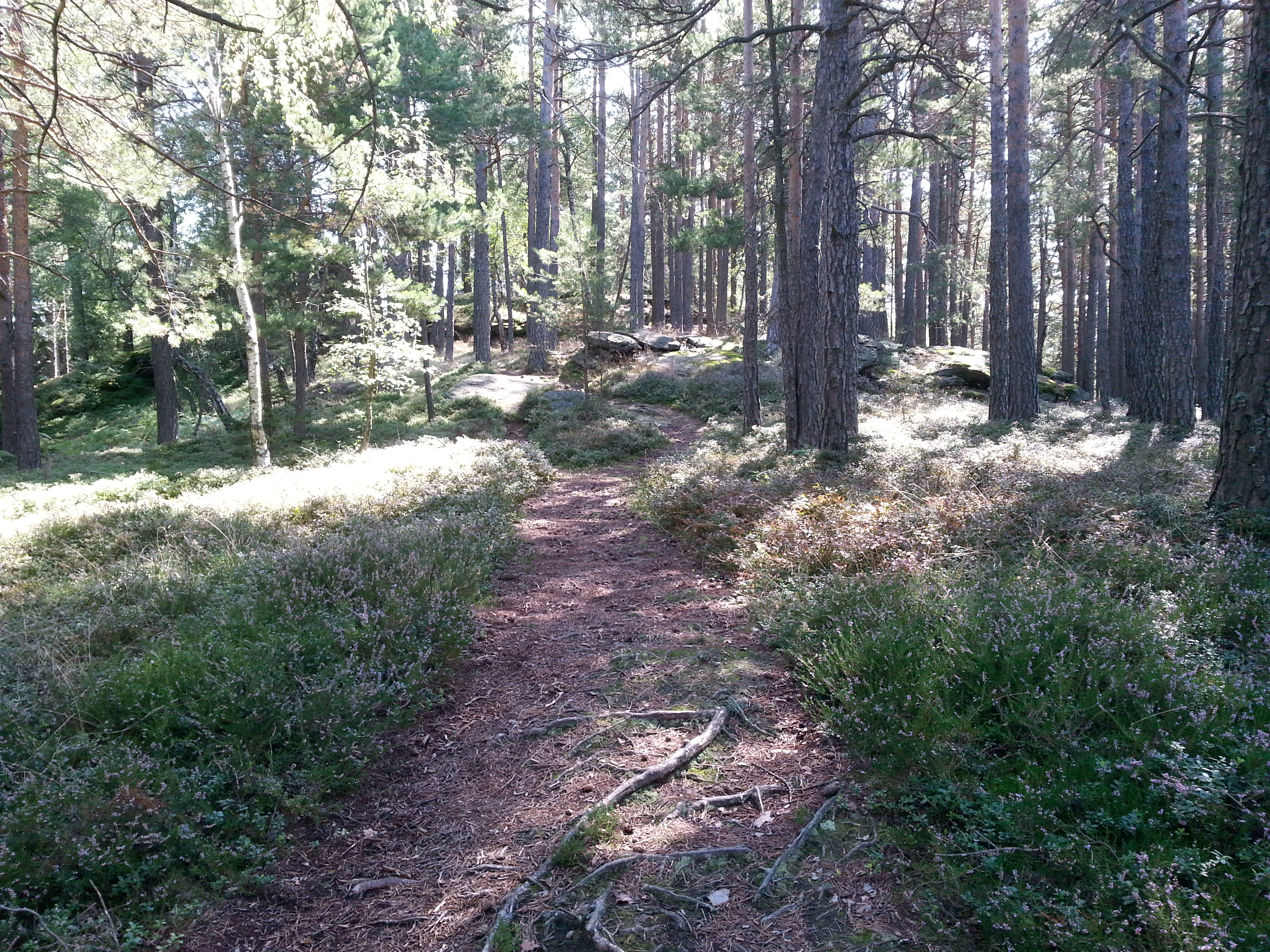
Blick auf ein Plateau in Gipfelnähe, auf dem Reste der prähistorischen Höhensiedlung gefunden wurden

Die prähistorische Höhensiedlung am Wartenstein befindet sich auf dem Wartenstein in der Gemeinde Krottendorf-Gaisfeld im Bezirk Voitsberg. Sie gehörte der  Chamer Kultur an oder kann zumindest deren näherem Umfeld zugeordnet werden. Sie würde damit nach bisherigen Wissensstand die südöstliche Grenze dieser Kultur markieren.

## Geographische Lage
Die Reste der Höhensiedlung wurden in der Nähe des Gipfels des Wartensteins, eines ostnordöstlichen Ausläufers der Koralpe gefunden. Dieser erhebt sich zwischen 400 und 450 Meter über den umgebenden Talboden und gliedert sich in Gipfelnähe terrassenartig in drei nach Westen und Südwesten hin abgetreppte und fast ebene Felsstufen mit einer Gesamtfläche von rund 1000 m². Unterhalb des Gipfelstockes befinden sich weitere mehr oder weniger ebene Flächen sowie ein rund 12 Meter hoher, abriartiger Felsabsturz. Vom Gipfel aus hat man einen Rundblick über die umliegenden Berge, die Vorberge des Steirischen Randgebirges sowie nach Osten und Südosten hin in das Murtal. Der Bewuchs in Gipfelnähe lässt auf ein für diese Seehöhe ungewöhnlich günstiges Klima schließen.

## Geschichte und Beschreibung
Vor der Entdeckung der Höhensiedlung am Wartenstein waren im Bezirk Voitsberg bereits große mehrphasige oder befestigte Höhensiedlungen bekannt und auch teilweise archäologisch untersucht, die sich im Gegensatz zu jener am Wartenstein jedoch alle in unmittelbarer Talrandlage und auf deutlich niedrigeren Erhebungen befanden. Im Jahr 1992 wurden Rudolf Illek einige Keramikscherben und Steingeräte übergeben, die beim Ausheben des Fundamentes und eines Leitungsgrabens für eine Sendestation der Feuerwehr am Wartenstein entdeckt worden waren. Illek war sich zuerst nicht über die Zuordnung der Funde sicher, da die Chamer Kultur bisher nicht in der Steiermark nachgewiesen war, mit der eventuellen Ausnahme einiger ähnlicher Streuscherben am Kaiserköpperl bei Rottenmann. Die Fertigungstechnik der Keramik sowie die Gefäßformen und -verzierungen sprechen für die Chamer Kultur, während die große Distanz von etwa 150 Kilometer zu den nächsten gesicherten Nachweisen dieser Kultur in Bayern dagegen spricht. Der Wartenstein könnte die Südostgrenze der Chamer Kultur darstellen oder zumindest unter dem starken Einfluss dieser Kultur gestanden haben und damit die bisher nur schwer verständlichen, aus der slowenischen Ig-I-Gruppe und der Vučedol-Kultur stammenden Funde im Gebiet der Chamer Kultur erklären.
Seit 1994 werden die Funde in einer kleinen archäologischen Sammlung im Schloss Alt-Kainach bei Bärnbach ausgestellt. Bei einer Tagung der Österreichischen Gesellschaft für Ur- und Frühgeschichte im Jahr 1999 in Voitsberg wurden die Funde erneut vorgelegt. Es kam zu mehreren Begehungen der Fundstätte, wobei im gesamten Gipfelbereich eine hohe Funddichte nachgewiesen wurde, die jedoch auf Einphasigkeit der Besiedelung schließen lässt. Aufgrund der bisher entdeckten Funde und der natürlichen Gegebenheiten geht man davon aus, dass die Höhensiedlung einen Durchmesser von rund 50 Meter hatte. Das Gelände am Berg scheint dabei nicht durch Menschen verändert worden zu sein. Zwei flache Stellen direkt östlich und südlich des Gipfels könnten Podien darstellen.